# Iron Man / X-O Manowar in Heavy Metal
Iron Man / X-O Manowar in Heavy Metal is een videospel voor de Sony PlayStation, Sega Saturn, Game Boy, Game Gear en DOS. Het spel werd uitgebracht in 1996. Het is een side-scrolling arcadespel voor één tot twee spelers, en speelt zich af in de Iron Man- en X-O Manowar-stripboekenseries.

## Ontvangst
GameSpot gaf de Saturn-versie een 5.2 van de 10, en zegt: "elk deel van Heavy Metal is een teleurstelling - de graphics, het geluid, en de gameplay." En vindt dat het spel "voelt alsof het afgeraffeld is. Het resultaat is een spel dat nog gemakkelijk zes extra maanden in ontwikkeling had kunnen zijn. Mensen die een goede actie-scroller willen, kunnen beter ergens anders zoeken." IGN gaf de Playstationversie een 3 van de 10, en bekritiseerd de personages omdat ze "identiek aan elkaar zijn" en concludeert: "Het is gewoon saai. De besturing is zo traag als het maar wezen kan, en de graphics, hoewel fatsoenlijk genoeg voor een 2D-side-scroller, zijn niet 32-bit-waardig."